# Kurtlar Vadisi
Kurtlar Vadisi es una serie de culto turca que trata sobre los problemas políticos de Turquía, creada por Osman Sınav y escrita por Raci Şaşmaz.

## Series de televisión

### Kurtlar Vadisi(2003–2005)
Kurtlar Vadisi es una serie de acción turca que debutó en Show TV el 15 de enero de 2003, con el lema "Esta es una serie de mafia". Se emitió en Kanal D en su última temporada y terminó con su final en el episodio 97 el 29 de diciembre de 2005. Consta de 4 temporadas.

### Kurtlar Vadisi Terör(2007)
La serie de televisión Kurtlar Vadisi Terör, lanzada en 2007, se centró en los actos terroristas en Turquía. La serie fue retirada del aire por RTÜK después de su segundo episodio, debido a críticas antes de su transmisión y acusaciones de que recibió mensajes de reacción para impedir su transmisión.

### Kurtlar Vadisi Pusu(2007–2016)
La serie, que consta de 10 temporadas, se emitió por última vez y su episodio número 300 se emitió el 16 de junio de 2016, como final de temporada. Posteriormente, al bajar sus ratings, no pudo llegar a un acuerdo con las cadenas de televisión y fue retirada del aire.

## Películas

### Kurtlar Vadisi Irak(2006)
Es una película turca de 2006 dirigida por Serdar Akar.

### Muro: Nalet Olsun İçimdeki İnsan Sevgisine(2008)
Es una película de comedia turca de 2008 dirigida por Zübeyr Şaşmaz y protagonizada por Mustafa Üstündağ y Şefik Onatoğlu. La película, estrenada en Turquía el 5 de diciembre de 2008, se convirtió en la tercera película turca más taquillera de 2008.

### Kurtlar Vadisi Gladio(2009)
La película se anunció el 4 de junio de 2009 y se estrenó el 20 de noviembre de 2009. Se afirmó que el contenido de la película se centraría en eventos que afectan la historia reciente de Turquía. Fue dirigida por Sadullah Şentürk.

### Kurtlar Vadisi Filistin(2011)
Cuenta la historia de un comando turco encargado de eliminar al comandante israelí Moshe Ben Eliezer, responsable en la película de la masacre durante el abordaje de la flotilla hacia Gaza. El guion fue escrito por el trío Raci Şaşmaz, Bahadır Özdener y Cüneyt Aysan. Fue producido por Raci Şaşmaz. Fue dirigida por Zübeyr Şaşmaz. La película se estrenó en Turquía y en todo el mundo el 28 de enero de 2011.

### Kurtlar Vadisi Vatan(2017)
Los guionistas de la película fueron Alper Erze, Necati Şaşmaz, Cahit Kayaoğlu y Murat Koca. Serdar Akar fue su director. La producción de la película pertenece a Necati Şaşmaz. La película, que tardó aproximadamente 5 semanas en filmarse, se estrenó el 29 de septiembre de 2017.

## Personajes
| Polat Alemdar       | Necati Şaşmaz     | Principal | Principal | Principal | Principal |           |           | Principal | Principal |
| Memati Baş          | Gürkan Uygun      | Principal | Principal | Principal | Principal |           |           | Principal |           |
| Abdülhey Çoban      | Kenan Çoban       | Principal | Principal | Principal | Principal |           |           | Principal |           |
| Erhan Ufuk          | Erhan Ufak        | Principal | Principal | Principal | Principal |           |           |           | Principal |
| Halil İbrahim Kapar | Sönmez Atasoy     | Principal |           | Principal | Principal |           |           |           |           |
| Ömer Candan         | Emin Olcay        | Principal |           | Principal | Principal |           |           |           |           |
| Nazife Candan       | Serpil Tamur      | Principal |           | Principal | Principal |           |           |           |           |
| Hikmet Altın        | Erdem Ergüney     | Principal |           | Principal | Principal |           |           |           |           |
| Eren Eylül          | Kerem Fırtına     | Principal |           | Principal | Principal |           |           |           |           |
| Nevzat Yakışırbey   | Nevzat Yakışırboy | Principal |           | Principal | Principal |           |           |           |           |
| Hasan Pürmüz        | Fatih Kaçan       | Principal |           | Principal | Principal |           |           |           |           |
| Alper Özgenç        | Tarkan Tüzmen     | Principal |           | Principal | Principal |           |           |           |           |
| Tuncay Kantarcı     | Osman Wöber       | Principal |           |           | Principal |           |           |           |           |
| Edward              | Alpay Özdoğancı   | Principal |           |           | Principal |           |           |           |           |
| Profesor            | Mauro Martino     | Principal |           |           | Principal |           |           |           |           |
| Amon                | Andy García       | Principal |           |           | Principal |           |           |           |           |
| İskender Büyük      | Musa Uzunlar      |           |           |           | Principal |           | Principal |           |           |
| Cahit Kaya          | Cahit Kayaoğlu    |           |           |           | Principal |           |           |           | Principal |
| Yasin               | Ertuğrul Şakar    |           |           |           | Principal |           |           |           | Principal |
| Murat               | Mustafa Üstündağ  |           |           |           | Principal | Principal |           |           |           |
| Çetin               | Şefik Onatoğlu    |           |           |           | Principal | Principal |           |           |           |
| Yıldırım            | Eray Türk         |           |           |           | Principal | Principal |           |           |           |